# Ignacio Bolívar y Urrutia
Ignacio Bolívar y Urrutia (Madrid, 9 de novembre de 1850 — Ciutat de Mèxic, 19 de novembre de 1944) va ser un naturalista i entomòleg espanyol, investigador i impulsor del desenvolupament de la ciència biològica.

## Biografia
Llicenciat en Dret i doctorat en Ciències Naturals, va ser alumne del catedràtic de zoologia Laureano Pérez Arcas, qui va influir molt en la seva vida científica. En 1875 va obtenir plaça de professor en la Universitat Central de Madrid, on va ser nomenat catedràtic d'Entomologia en 1877. Vinculat al Krausisme, va presidir la Junta per a Ampliació d'Estudis i Recerques Científiques de Madrid (1934-1939), succeint a Santiago Ramón y Cajal, i la Reial Societat Espanyola d'Història Natural i va ser membre de la Reial Acadèmia Espanyola (1930) i de la Reial Acadèmia de Ciències Exactes, Físiques i Naturals (1898) i de diverses societats científiques d'Europa i Amèrica. També va ser director del Museu de Ciències Naturals (1901-1934) i del Reial Jardí Botànic de Madrid (1921-1930).
Als 89 anys, durant la Guerra Civil, es va exiliar al sud de França (El 1939). Posteriorment, en aquest mateix any, es va traslladar a Mèxic, juntament amb el seu fill, també entomòleg Cándido Luis Bolívar y Pieltáin. En aquest país va ser nomenat Doctor honoris causa per la Universitat Nacional Autònoma de Mèxic després d'una extraordinària labor acadèmica i de col·laboració científica que va mantenir durant cinc anys, el temps que va transcórrer des de la seva arribada fins a la seva mort, a l'edat de 94 anys.
Va fundar a Mèxic, el 1940, amb altres exiliats espanyols, la revista Ciencia, publicació que és, a partir de 1980, l'òrgan oficial de l'Acadèmia Mexicana de Ciències. També va ser president de la Unió de Professors Universitaris Espanyols a l'Estranger. Entre les seves obres més importants figuren: Ortópteros de España nuevos o poco conocidos (1873) i Catálogo sinóptico de los ortópteros de la fauna ibérica (1900).
Ignacio Bolívar es va consagrar principalment a l'estudi de l'entomologia, en la qual va aconseguir un gran prestigi internacional. En aquest camp va escriure més de 300 llibres i monografies i va descobrir més de mil espècies noves i uns 200 gèneres nous. A més, va animar a dedicar-se a l'entomologia a grans científics com José María de la Fuente i Eugenio Morales Agacino.